# Visoka tehniška šola Kopenske vojske JLA
Visoka tehniška šola Kopenske vojske JLA je bila visoka vojaška šola tehnološke in prometne smeri Kopenske vojske Jugoslovanske ljudske armade.
Šola je delovala med letoma 1966 in 1974, ko je bila preoblikovana v Tehniško vojaško akademijo KoV JLA.

## Sestava
Šola je imela sledeče smeri:
a) Tehniška akademija (prva stopnja);
b) Višja tehniška akademija (druga stopnja).
V študijskem letu 1969/70 je akademija uvedla kontinuirano šolanje in hkrati tudi šolanje pripadnikov komunikacijskih, RKBO in protiletalskih enot.